# Need to Know (Doja Cat)
Need to Know è un singolo della cantante statunitense Doja Cat, pubblicato l'11 giugno 2021 come secondo estratto dal terzo album in studio Planet Her.

## Pubblicazione
L'artista ha annunciato l'uscita del singolo l'8 giugno 2021 attraverso i suoi canali social, rivelando un trailer del videoclip e in seguito la copertina.

## Video musicale
Il video musicale è stato reso disponibile su YouTube in concomitanza con l'uscita del singolo e conta la partecipazione delle cantanti statunitensi Grimes e Ryan Destiny.

## Tracce
Testi e musiche di Amala Zandile Dlamini e Lukasz Gottwald.
1. Need to Know – 3:31

## Formazione
- Doja Cat – voce
- Dr. Luke – produzione
- Șerban Ghenea – missaggio
- John Hanes – assistenza al missaggio
- Mike Bozzi – mastering

## Successo commerciale
Negli Stati Uniti il singolo è asceso alla 9ª posizione della Billboard Hot 100 nella sua ventesima settimana di permanenza, dopo aver registrato 13,2 milioni di stream, 44,1 milioni di ascolti radiofonici e 2 600 download digitali, divenendo in questo modo la quarta top ten dell'artista. Ha eventualmente raggiunto come picco l'8º posto dopo un'ulteriore settimana.
Nel Regno Unito Need to Know ha debuttato al 37º posto della Official Singles Chart con 11 700 unità di vendita. Nella sua sesta settimana ha raggiunto la top twenty al numero 12 grazie a 21 975 unità. Ha poi trovato la sua massima posizione nella pubblicazione seguente all'11º posto.

## Classifiche

### Classifiche settimanali
| Classifica (2021-22)  | Posizione massima |
| --------------------- | ----------------- |
| Australia             | 9                 |
| Austria               | 37                |
| Canada                | 16                |
| Danimarca             | 14                |
| Finlandia             | 19                |
| Francia               | 73                |
| Germania              | 53                |
| Grecia                | 8                 |
| India                 | 6                 |
| Irlanda               | 8                 |
| Islanda               | 16                |
| Italia                | 73                |
| Lituania              | 12                |
| Norvegia              | 14                |
| Nuova Zelanda         | 5                 |
| Paesi Bassi           | 53                |
| Panama                | 30                |
| Paraguay              | 126               |
| Perù                  | 51                |
| Portogallo            | 13                |
| Regno Unito           | 11                |
| Repubblica Ceca       | 25                |
| Repubblica Dominicana | 50                |
| Singapore             | 8                 |
| Slovacchia            | 14                |
| Stati Uniti           | 8                 |
| Sudafrica             | 11                |
| Svezia                | 44                |
| Svizzera              | 29                |
| Ungheria              | 22                |

### Classifiche di fine anno
| Classifica (2021) | Posizione |
| ----------------- | --------- |
| Australia         | 57        |
| Canada            | 54        |
| Nuova Zelanda     | 47        |
| Portogallo        | 75        |
| Regno Unito       | 88        |
| Stati Uniti       | 46        |
| Ungheria          | 98        |
| Classifica (2022) | Posizione |
| Stati Uniti       | 18        |

## Date di pubblicazione
| Paese                 | Data              | Formato                | Note   |
| --------------------- | ----------------- | ---------------------- | ------ |
| Mondo                 | 11 giugno 2021    | Streaming              | [ 54 ] |
| Regno Unito           | 11 giugno 2021    | Urban contemporary     | [ 55 ] |
| Regno Unito           | 27 agosto 2021    | Contemporary hit radio | [ 56 ] |
| Stati Uniti d'America | 31 agosto 2021    | Rhythmic contemporary  | [ 57 ] |
| Svezia                | 10 settembre 2021 | Contemporary hit radio | [ 58 ] |